# Magne d'Antioquia
Magne d'Antioquia (en llatí Magnus, en grec antic Μάγνος Κλινικός) era un metge grec nadiu d'Antioquia de Migdònia, que va estudiar medicina amb Zenó i va ser company d'Oribasi i Jònic de Sardes a la part final del segle iv. Segons Filostorgi exercia en temps de Valentinià III i Valent.
Eunapi, que va fer una breu narració de la seva vida, diu que va donar classes de medicina a Alexandria on va gaudir de gran reputació, especialment pel seu poder d'argumentació i no tant per la seva habilitat pràctica. Probablement va escriure un llibre sobre l'orina del que en parlen Teòfil i Joan Actuari. Si és així, Magne tenia el sobrenom de Ἰατροσοφιστής (el metge més savi).